# Mirvarid Dilbazi
Mirvarid Paşa qızı Dilbazi (ur. 19 sierpnia 1912 w Musaköy, zm. 12 lipca 2001 w Baku) – azerska poetka i tłumaczka, jedna z najwybitniejszych przedstawicielek literatury azerskiej XX wieku.

## Życiorys
Mirvarid Dilbazi urodziła się 12 sierpnia 1912 roku w niewielkiej wiosce Musaköy (obecnie Xanlıqlar) niedaleko miasta Qazax w rodzinie Paşy i Cəvahir Dilbazich. Jej obaj dziadkowie, Hacı Rəhim i Əbdürəhman Dilbazi, byli poetami. Po śmierci ojca rodzina zamieszkała w pobliskiej miejscowości Daş Salahlı, gdzie Mirvarid i jej starsza siostra Yaqut uczęszczały do szkoły wiejskiej. W 1921 roku siostry zostały przeniesione do szkoły w Baku.
Mirvarid Dilbazi studiowała w Azerbejdżańskim Instytucie Pedagogicznym na wydziale języka i literatury. Po ukończeniu studiów przez dwa lata pracowała jako nauczycielka w mieście Quba. Po powrocie do Baku pracowała w latach 1934–1938 w Azerbejdżańskiej Akademii Nauk, a następnie w latach 1938–1940 w Państwowym Wydawnictwie Azerbejdżanu „Azərnəşr”.
W 1928 roku opublikowała swój pierwszy wiersz Qadınların hüriyyəti, który poświęcony był emancypacji kobiet. Pierwszy tom Bizim səsimiz wydała w 1934 roku. Między 1920 a 1930 roku rozpoczął się proces zwiększania roli kobiet w życiu społecznym i polityce, a także rozluźniły się wymogi odnośnie do noszenia czadorów. Kolejnym krokiem była walka z analfabetyzmem i dostępem kobiet do edukacji. Wiersze napisane przez poetkę pod koniec lat dwudziestych XX wieku, odnosiły się właśnie do nowego stylu życia kobiet z Azerbejdżanu. W czasie II wojny światowej wydała siedem tomów wierszy, z których sześć poświęciła sprawom narodowym.
Mirvarid Dilbazi jest jedną z najwybitniejszych przedstawicielek literatury azerbejdżańskiej XX wieku. Pisała także wiersze dla dzieci i przetłumaczyła na azerski dzieła m.in. Nizamiego, Chaghaniego Afzaluddina, Ali Szera Nizamaddina Nawoi, Aleksandra Puszkina, Tarasa Szewczenki, Samuiła Marszaka, Siergieja Michałkowa i innych poetów.
W 1979 roku jako pierwsza kobieta w historii kraju otrzymała honorowy tytuł Ludowego Poety Azerbejdżanu. W 1998 roku prezydent İlham Əliyev przyznał jej order „İstiqlal” (Niepodległości).

## Nagrody i wyróżnienia
- Order „Znak Honoru”, 1939[5]
- Order „Znak Honoru”, 1959[5]
- Ludowy Poeta Azerbejdżanu, 1979[6]
- Order Czerwonego Sztandaru Pracy, 1982[6]
- Medal „Za pracowniczą dzielność”, 1997[7]
- Order „İstiqlal”, 1998[1]

## Wybrane dzieła
- Bizim səsimiz (1934)
- İlk bahar (1937)
- Xatirələr (1945)
- Xatirələr olan yerdə (1964)
- Həyat lövhələri (1967)
- Bənövşələr üşüyəndə (1970)
- Ana qanadı (1972)
- Yasəmən fəsli (1976)
- Məhəbbət bizimlə qoşa doğulur (1979)
- Abşeron bağlarında (1984)
- Qar çiçəkləri (1984)